# Dalboviken
Dalboviken är en sjö i Hudiksvalls kommun i Hälsingland och ingår i Harmångersån-Delångersåns kustområde. Sjön har en area på 0,0684 kvadratkilometer och ligger 2,1 meter över havet. Sjön avvattnas av vattendraget Kvarnmorabäcken.

## Delavrinningsområde
Dalboviken ingår i det delavrinningsområde (685824-157664) som SMHI kallar för Inloppet i Värsundsfjärdarna. Medelhöjden är 17 meter över havet och ytan är 5,85 kvadratkilometer. Räknas de 2 avrinningsområdena uppströms in blir den ackumulerade arean 19,13 kvadratkilometer. Avrinningsområdets utflöde Kvarnmorabäcken mynnar i havet. Avrinningsområdet består mestadels av skog (68 procent) och jordbruk (18 procent). Avrinningsområdet har 0,07 kvadratkilometer vattenytor vilket ger det en sjöprocent på 1,1 procent.